# Mezinárodní den dětí

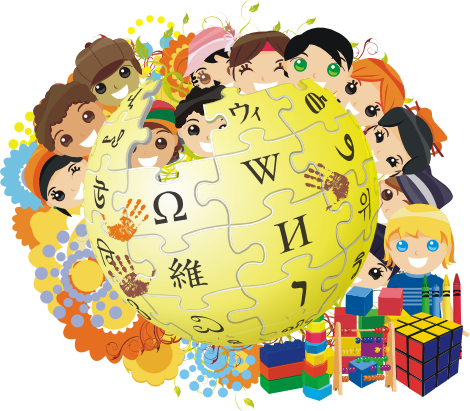
Speciální logo Wikipedie pro Mezinárodní den dětí

Mezinárodní den dětí, také Den dětí se slaví každoročně 1. června. U příležitosti dne dětí jsou připravovány různé společenské a sportovní akce. Den dětí má upozornit světovou veřejnost na práva a potřeby dětí.

## Historie Dne dětí

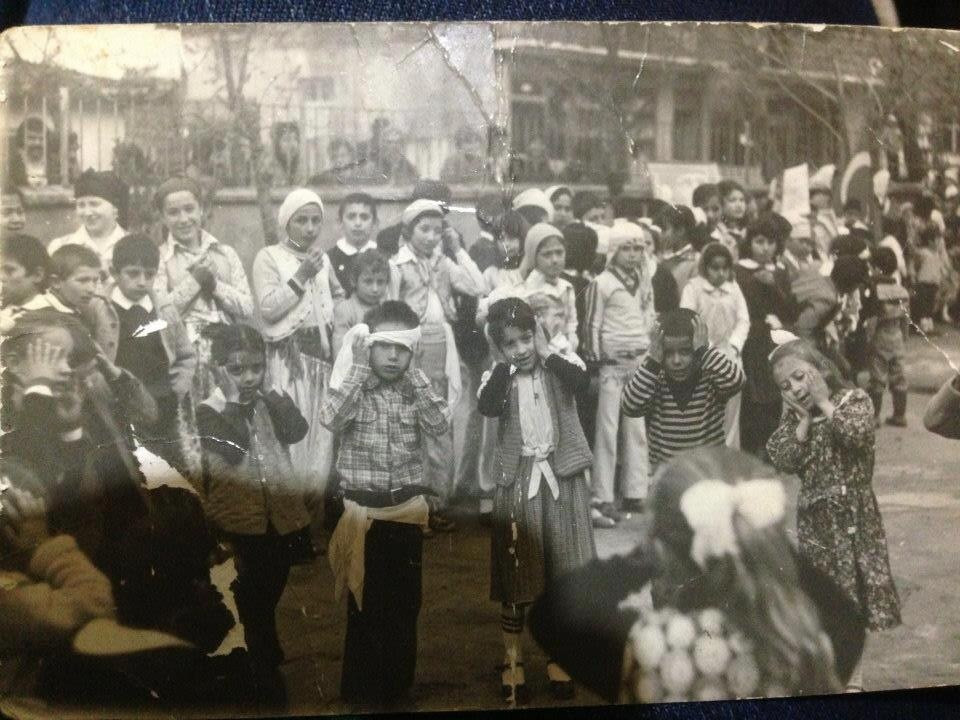
Turecko, oslavy k Mezinárodnímu dni dětí 23. dubna 1986 (Základní škola (Turkuti / Göktürk)

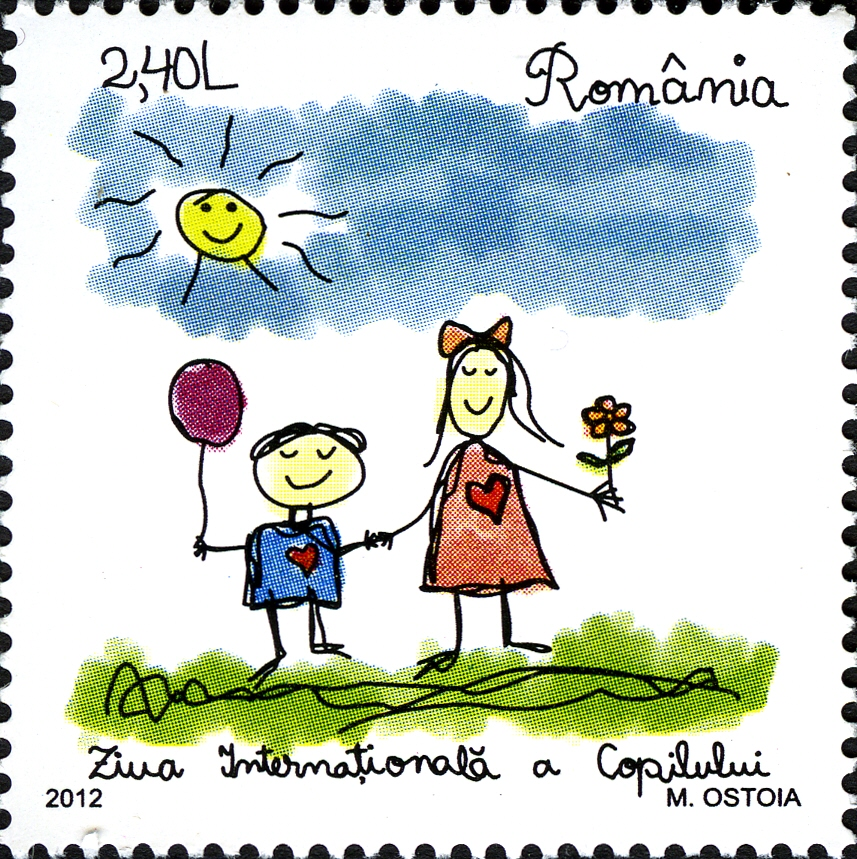
Rumunsko, poštovní známka k MDD. r. 2012

První podnět k založení dne, který by oslavoval děti, vznikl v Turecku při založení Národního shromáždění 23. dubna 1920 během Turecké války za nezávislost. Tehdejší ochránce národních práv Mustafa Kemal prohlásil, že důležitou součástí k budování nového státu jsou děti. Proto ustanovil 23. duben jako Den dětí, který obyvatelé Turecka slaví dodnes a je státem uznávaným svátkem.
Vyhlášení dne dětí, který by se slavil po celém světě, bylo poprvé doporučováno v roce 1925 na Světové konferenci pro blaho dětí. Den dětí však nebyl vyhlášen. Tato konference se konala 1. června 1925. Ve stejný den se v San Franciscu konal festival Dračích lodí, na jejichž oslavu čínský generální konzul shromáždil mnoho čínských sirotků, aby poukázal na to, že by se společnost měla více zabývat blahem dětí. Tyto dvě významné události, které se staly ve stejný den, určily datum oslav Dne dětí, který byl ale oficiálně vyhlášen později.
V roce 1949 Mezinárodní demokratická federace žen vyhlásila Den pro ochranu dětí. Důvodem k vyhlášení bylo masové zabíjení žen a dětí v Lidicích v roce 1942 a také ve francouzském Ouradouru v roce 1944. Datum oslav bylo ustanoveno na 1. červen, který připomíná sirotky v San Franciscu a první konferenci, jež se zabývala blahem dětí.
Den pro ochranu dětí se začal slavit rok po jeho vyhlášení a oslavy probíhaly každý rok. Některé státy převzaly datum a postupně se ze Dne pro ochranu dětí stal Den dětí nebo také jiným názvem Mezinárodní den dětí. Československo, později Česká republika také převzala toto datum a Mezinárodní den dětí se slaví na začátku června.
V roce 1952, kdy už se slavil Den pro ochranu dětí, usilovala Mezinárodní unie pro péči o dítě o vyhlášení dne, který by oslavoval výhradně děti. Na toto OSN zareagovala a v roce 1954 vyhlásila Světový den dětí (Universal Children's Day). Cílem vyhlášení bylo, aby každý stát jednou v roce upřel pozornost na nejmladší obyvatele. Účelem vyhlášení byla také podpora dětí, poskytnutí dobrých podmínek pro jejich zdravý vývoj a přístupu ke vzdělání. Valným shromážděním OSN bylo všem státům doporučeno, aby oslavovaly děti ve stejný den. Datem oslav byl zvolen 20. listopad, a to proto, že v tento den v roce 1959 Valné shromáždění OSN přijalo Deklaraci o právech dítěte a ve stejný den v roce 1989 přijalo Úmluvu o právech dítěte.
Některé státy si i přesto ponechaly datum oslav na začátku června, jiné státy datum oslav přesunuly na listopad podle doporučení OSN a některé státy si ponechaly červnové datum a přijaly také oslavy dětí v listopadu.

### Mezinárodní den dětí v Československu (50. a 60. léta)
Předznamenáním oslav Mezinárodního dne dětí se v poválečném Československu stal „Týden dětské radosti“. První se konal ve dnech 16.–23. června 1946, následně pak ve dnech 14.–22. června 1947. Po únoru 1948 byl sice vyhlášen v týdnu mezi 9. a 16. květnem 1948, ale s tím, že „děti se nebudou shromažďovat na veřejných podnicích a slavnostech. Týden dětské radostí bude především vyhlášením celoročního programu péče o dítě ve všech složkách národa“. V roce 1949 se konal ve dnech 20.–27. června společně s „Radostnými dny mládeže“ a „Tělovýchovnými dny“.
„Týden dětské radosti”, který bude uspořádán ve dnech 16.–23. června 1946, stane se novou připomínkou všestranné péče o dítě a příspěvkem k zvýšení dětské radosti. Programem bude zaměřen k dospělým i k mládeži, avšak jeho účelem není oslavování dítěte, ale práce pro ně. Doposud se zcela nepodařilo napravit škody způsobené naší mládeži válkou a okupací, proto má tato akce dát podnět k soustavné a plánovité práci pro mládež – budoucnost národa. Přejeme našim dětem, aby byl „Týden dětské radosti“ pro ně týdnem pravého uspokojení i radostného veselí.
Svět v obrazech, 16.06.1946
U příležitosti Týdne dětské radosti uspořádal Obchodní dům Bílá Labuť v Praze ve svých místnostech a na terase obchodního domu dětský zábavní koutek nazvaný „Dětský ráj“. Dětem jsou zde k dispozici nejen hračky, ale jsou zde předváděna i živá zvířata.
ČTK, 23.09.1949

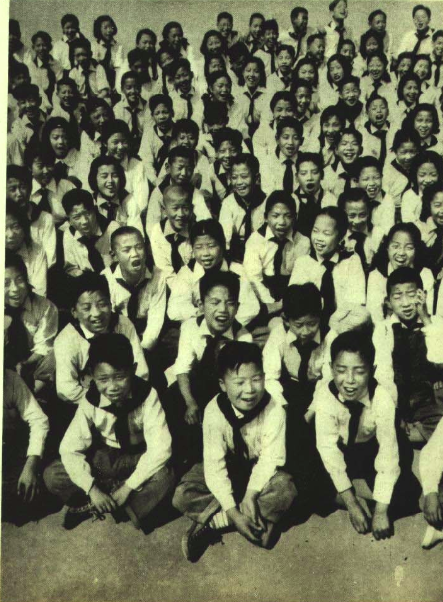
Čínští pionýři v den oslav MDD, r. 1950

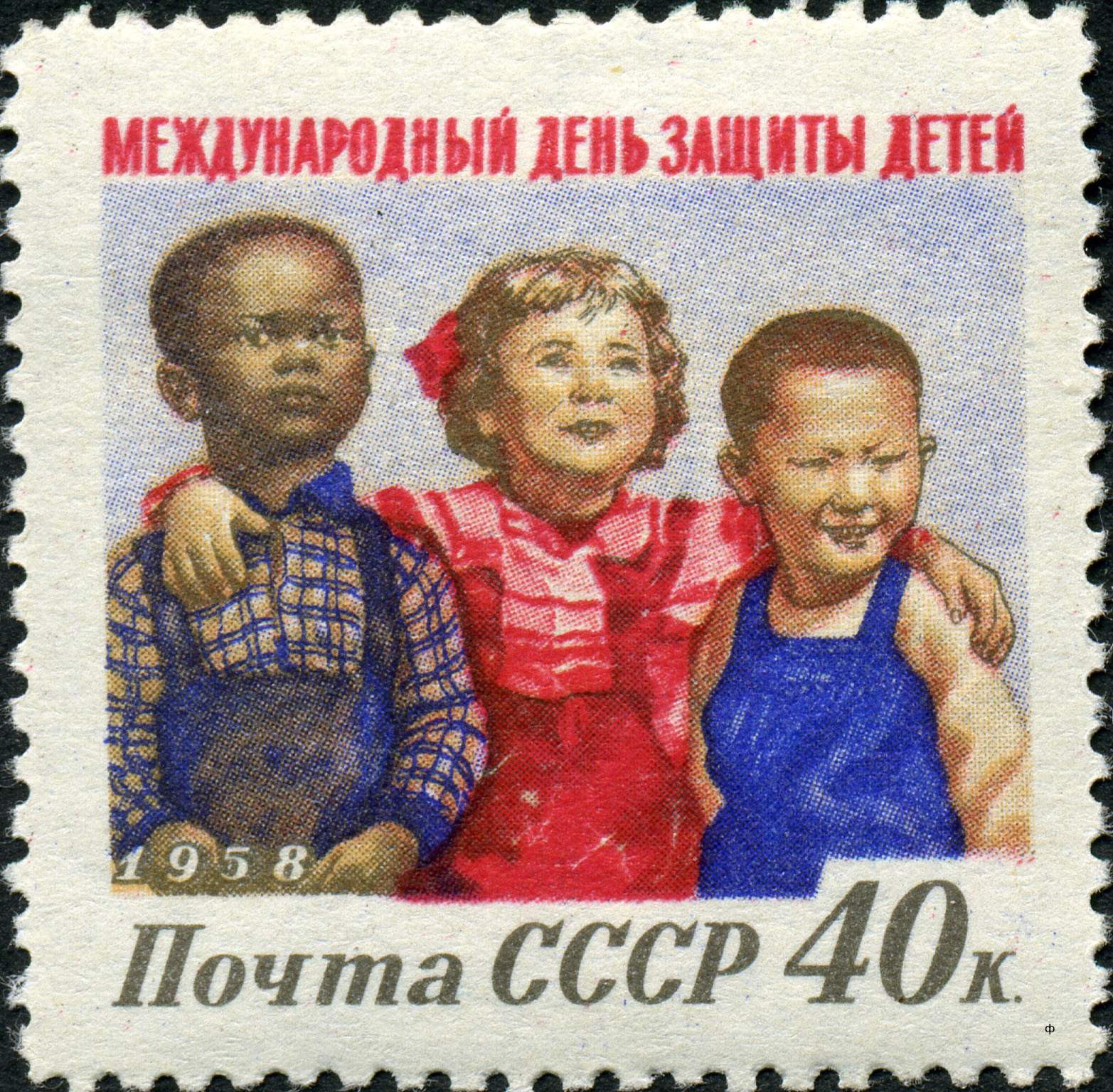
Poštovní známka k MDD v SSSR r. 1958

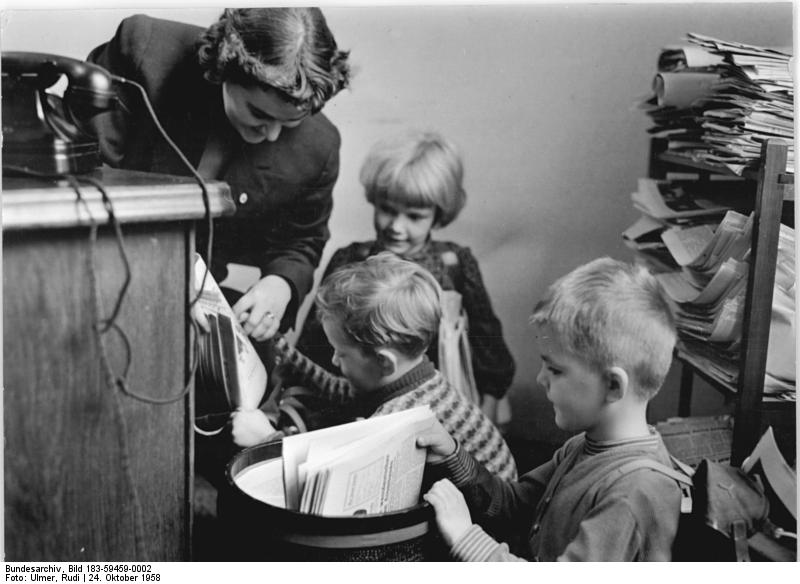
Děti ve Východním Berlíně (NDR) v r. 1959 během akce sběru starého papíru, za který mělo být k MDD pořízeno nové zvíře do berlínské ZOO

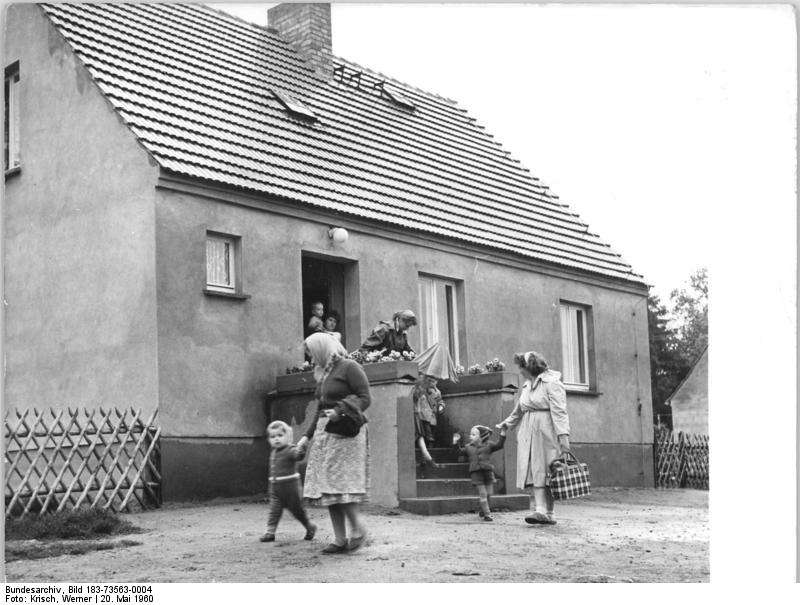
Jednotné zemědělské družstvo v NDR (LPG Priborn, Kreis Pöbel, Sasko) darovalo nejmenším dětem k MDD jesle (Kinderkrippe), r. 1960

Ke Mezinárodnímu dni dětí se Československo přihlásilo v roce 1950 (ve znamení zvýšeného boje za mír) a slavil se (1. června) od roku 1951. Zejména v první polovině 50. let měly jeho oslavy podobu významné politické kampaně, do které se svými projevy (vedle nejvyšších státních činitelů, úřadů, škol a společenských organizací) zapojily i manželky prezidentů, Marta Gottwaldová a Marie Zápotocká. MDD se tehdy nesl na propagované vlně mírového hnutí a pod patronátem Československého svazu žen; představujícího soužití dětského a ženského (mateřského) elementu (předsedkyně svazu Anežka Hodinová-Spurná stála i v čele Čs. výboru obránců míru).
Do centra oslav MDD v 50. letech (i v pozdějším období) vláda postavila zájem o nejmladší generaci na vyzdvihování hmotné a sociální péče socialistického státu, takže v živých, rozhlasových i tiskových projevech veřejných činitelů se pravidelně objevovaly statistiky nově vybudovaných jeslí, školek a dalších zařízení (školních družin, domů pionýrů, ÚNZ). Všeobecně se oslavy (kampaně) k MDD odehrávaly ve městech a obcích na základě závazných osnov ve dvou rovinách.
Veřejné manifestace svolávaly různé osvětové instituce pod záštitou Výboru československých žen a dalších socialistických organizací, na kterých se odehrávaly politické projevy a vystoupení výchovných pracovníků, lékařů a jiných. Národní výbory měly na starosti výzdobu veřejných prostranství (ale i výkladních skříní s dětskými kresbami a výrobky), obstarání plakátů a hesel, obchody připravovaly výstavky s dětským zbožím, hračkami, knihami nebo pionýrskými potřebami. Během oslav se dětem předávaly do užívání svépomocně budovaná hřiště (též zařízení pro letní tábory). Pro školy vydávalo ministerstvo školství podrobné směrnice. Ve školách se tak oslavy MDD musely skládat ze shromáždění žáků a povinného poslechu rozhlasového projevu, ve kterém byl žákům zprostředkován politický význam MDD (zrovna tak činili učitelé v hodinách výuky). Do vyučování bylo zařazeno promítáním filmů a popřípadě školní zábavné odpoledne.
Veřejné akce s názvem „radostné odpoledne“ se konaly nejbližší neděli po 1. červnu v blízkém okolí školy (hřišti, parku). Národní výbory a společenské organizace pořádaly průvody, karnevaly, dětské soutěže a sportovní hry. Venkovské děti byly sváženy do divadel a kin ve městech. Pro starší děti se připravovaly večerní táborové ohně a lampionové průvody. Směrnice z května 1955, vydaná společně ministerstvem kultury, ministerstvem školství a ministerstvem zdravotnictví, upravovala oslavy MDD (kulturní představení) v jeslích, mateřských školách, dětských domovech, dále zdravotních ústavech a pro dětské pacienty na lůžkových odděleních nemocnic. Oslavy Mezinárodního dne dětí se od druhé poloviny 50. let nekonaly s takovou manifestační pompou, ale KSČ jim ponechala politický ráz; děti odesílaly zdravice a kresby československé vládě, v Rudém právu pravidelně vycházel příležitostný článek.
Předzvěstí tzv. nové práce s dětmi byla pionýrská manifestace na den MDD 1. června 1958 v Lánech u Prahy za účasti více než dvou tisíc nejlepších pionýrů z celé ČSR s nástupem před tribunou, kde zasedli v čele s prezidentem republiky a 1. tajemníkem ÚV KSČ Antonínem Novotným a předsedou vlády Viliamem Širokým, ministři, členové politického byra ÚV KSČ (např. ministr vnitra Rudolf Barák) a další straničtí činitelé. Defilování krojovaných pionýrů s šátky na krku za doprovodu svazáckých vedoucích, doplněné přehlídkou historických oddílových praporů a trubačů, doprovázely debaty s představiteli strany a vlády.
Děti pobývaly ve stanovém městečku na louce Vlčina, přičemž hlavní program se soustředil na 1. červen 1958. Dopoledne probíhaly sportovní soutěže a branný program (střelba ze vzduchovek, ukázky zbraní, výcviku služebních psů, letecké modelářství). Odpoledne se pak uskutečnilo setkání dětí s prezidentem republiky jako hostitelem, členy politického byra ÚV KSČ, tajemníky ÚV KSČ (Oldřich Černík, Jiří Hendrych, Bruno Köhler, Vratislav Krutina), předsedou vlády a ministry, předsedy stran Národní fronty, velvyslancem SSSR; bylo koncipováno jako beseda na téma role dětí při budování socialismu, pionýři se měli prezentovat svými úspěchy a prezident republiky zase odpovídat na různé (bezpochyby připravené) dotazy.
Knapík, J.: Tzv. práce s dětmi jako součást socialistické mimoškolní výchovy v 50. a 60. letech
MDD získaly postupně více na společenském rázu. Také čs. rozhlas a televize zařadily do svého programu odlehčené pořady. Vedle zábavných akcí pro děti, pořádané osvětovými zařízeními národních výborů, se objevily programy pro MDD od národních podniků (závodních klubů ROH), které skrze jejich větší materiální možnosti umožnily větší rozmanitost.
Při pořádání Dětských dnů si musíme uvědomit, že jejich smysl je především v tom, aby se dobře bavily děti a ne dospělí, kteří se této kulturní akce zúčastňují v překvapivém množství. Bývá tomu někdy právě naopak: děti se perně na celou akci připravují, nacvičují program a podobně, ale pak je zřejmé, že vlastně dělají program pro dospělé a ne pro sebe.
NOVÁK, V.: Pořádáme dětský den. Osvětová práce 12, 1958, č. 10, s. 15
Pořadatelé měli zajistit program co nejpestřejší a tak, aby zaujal děti všech věkových skupin. Pro starší děti osvětové materiály doporučovaly hry s brannými prvky (se střelbou). V případě nepříznivého počasí byl doporučen hromadný poslech rozhlasového a televizního vysílání pro děti. Koncem 60. let se kladl důraz na jednotnou práci s dětmi (např. dohoda Junáka a Pionýra na společných přípravách MDD).

## Další dny věnované dětem
Během roku se připomínají i jiné významné dny věnované dětem, např.:
- Mezinárodní den dětí, které se staly obětí agrese
- Mezinárodní den za odstranění práce dětí
- Den afrického dítěte
- Mezinárodní den mládeže
- Mezinárodní den ztracených dětí
- Světový den dětí (20. listopadu)
- Den nenarozeného dítěte (25. března)